# 사지트 사지도프
사지트 할릴라흐마노비치 사지도프(러시아어: Сажид Халилрахманович Сажидов, 1973년 12월 21일~)는 러시아의 레슬링 선수, 지도자이다. 2004년 하계 올림픽에서 남자 자유형 미들급 동메달을 획득했고 세계 레슬링 선수권 대회에서 2회 우승을 달성했다.